# Droga wojewódzka nr 973
Droga wojewódzka nr 973 (DW973) – droga wojewódzka o długości 55 km w województwach świętokrzyskim i małopolskim, łącząca Busko-Zdrój z Wierzchosławicami koło Tarnowa. Droga przebiega przez 4 powiaty: buski, dąbrowski, tarnowski oraz m. Tarnów.

## Większe miejscowości leżące przy trasie DW973
- Busko-Zdrój
- Nowy Korczyn
- Żabno
- Tarnów

## Modernizacja
W kwietniu 2016 województwa małopolskie i świętokrzyskie podpisały umowę, w której zobowiązały się do rozbudowy drogi wojewódzkiej nr 973 na odcinku Nowy Korczyn-Borusowa. W ramach inwestycji powstał 600-metrowy most nad Wisłą o długości 670 metrów, który zastąpił dotychczas funkcjonującą przeprawę promową, i drogi dojazdowe. Po stronie świętokrzyskiej zbudowane zostały także obwodnica Zbludowic i most nad Nidą. Całość ma kosztować około 200 milionów złotych. W marcu 2019 roku rozpoczęła się budowa mostu i zgodnie z umową budowa zakończyła się 16 listopada 2020 roku. Most został otwarty 14 grudnia 2020 r. Około 4 lat później oddano do użytku obwodnicę Hubenic i Kozłowa, która jest przedłużeniem wybudowanego mostu. 